# Alcides Nóbrega Sial
Alcides Nóbrega Sial (Recife, 14 de dezembro de 1942) é um geólogo, pesquisador e professor universitário brasileiro.
Comendador e Grande oficial da Ordem Nacional do Mérito Científico e membro titular da Academia Brasileira de Ciências, Alcides é professor emérito do Departamento de Geologia da Universidade Federal de Pernambuco (UFPE).

## Biografia
Alcides nasceu na capital pernambucana em 1942. É filho de Albérico Sial e Maria do Carmo Nóbrega Sial. Ingressou na Escola Preparatória de Cadetes do Exército em 1960, onde permaneceu por 3 anos ante sde ingressar no curso de geologia da Universidade Federal de Pernambuco. O interesse na área de petrologia ígnea e geoquímica surgiu ainda como estudante de graduação por meio do professor Bhaskara Rao Adusumilli e depois pelo professor Ian MacGregor, que se tornaria seu orientador no doutorado, obtido pela Universidade da Califórnia em Davis, nos Estados Unidos.

## Carreira
Ingressou como docente da UFPE em 1967. Realizou três estágios de pós-doutorado nos Estados Unidos, pela Universidade do Texas em Austin, na Universidade da Geórgia e na Universidade de Wisconsin-Madison, desenvolvendo pesquisas isotópicas e geoquímicas sobre granitos do nordeste do Brasil, como ferramenta para a compreensão de evolução petrológica das principais séries graníticas da região. Após desenvolver duas linhas de extração de O e C de silicatos e carbonatos com o auxílio do professor David B. Wenner, Alcides trouxe a técnica para o Brasil, onde fundou o Laboratório de Isótopos Estáveis (LABISE) na UFPE, onde foi implantado um laboratório de extração de oxigênio a laser de CO₂, pioneiro na América do Sul neste gênero. Um dos primeiros no país na utilização da quimioestratigrafia isotópica na resolução de problemas estratigráficos (Brasil, Argentina, Chile, Uruguai e Colombia).
Foi pioneiro na utilização da sistemática de terras raras no sistema granito e na utilização de isótopos de oxigênio em petrologia ígnea. Também foi um dos primeiros a utilizar da quimioestratigrafia isotópica na resolução de problemas estratigráficos. Teve papel importante na consolidação da pesquisa sobre rochas graníticas e aplicação de isótopos estáveis nas Geociências, dentro e fora da UFPE, tendo assumido nos últimos anos posição de liderança no País sobre essa matéria.
Coordenador do programa de pós-graduação em Geociências da UFPE, teve importante papel para a consolidação da pós na universidade, tendo sido o mentor da criação do curso de doutorado, em sua área de especialização, a petrologia.

## Orientações e publicações
Orientou 30 estudantes de iniciação científica, orientou e/ou co-orientou 37 mestres e 20 doutores, além de oito estágios de pós-doutorado. Participou de cerca de 170 bancas examinadoras. Publicou 302 artigos em periódicos científicos, 220 trabalhos completos em Anais de Congresso, quatro livros, organizou quatorze edições especiais (periódicos científicos), trinta e um capítulos de livros e cerca de 400 resumos nas áreas de Petrologia Ígnea e geoquímica de Isótopos Estáveis.
É professor palestrante em várias universidades, como na Universidade do Texas (1978), Verbania al Collegio, Itália (1988), Universidade Nacional de San Juan, Argentina (2002), na Univ. da Georgia em Athens (1988), Montevidéu, Uruguai (2016) e em universidades brasileiras (UnB, UFPA, USP, UFRJ, UFRGS, UFRN, dentre outras). Ministrou cursos de curta duração na UnB, UFPA, UFRGS, UFBA, UFMG, UFRJ, PETROBRAS, Universidade do Chile, em Santiago, e em Medellin, Colombia (2011). Tem atuado como assessor ad hoc de diversas agências: NSF (EUA), NSERC (Canadá), Israel Sci. Foundation, Swiss Nat. Sci. Foundation, CONCYTEC (Peru), FONDECYT (Chile), CNPq, FINEP, CAPES, diversas FAP´s.

## Principais premiações e honrarias
- membro-titular da Academia Brasileira de Ciências (membro da diretoria: 1991-1993);
- membro-correspondente da Academia de Ciências de Lisboa;
- Membro da World Academy of Science (2010);
- Fellow do Geological Society of America;
- Comendador(1996)  da Ordem Nacional do Mérito Científico (MCT, Brasil);
- Grã-cruz (2006) da Ordem Nacional do Mérito Científico (MCT, Brasil);
- Medalha do Centenário da Engenharia da UFPE (1995);
- Martelo de Prata da Sociedade Brasileira de Geologia (1975);
- Medalha de Ouro José Bonifácio da Sociedade Brasileira de Geologia (2016);
- Professor Emérito da Universidade Federal de Pernambuco (2016).
- Medalha de Ouro Koji Kawashita da Sociedade Brasileira de Geoquímica (2013)

## Obras publicadas
- SIAL, A. N. & McREATH, I., 1984. Petrologia Ígnea. Volume 1. SBG/Bureau Gráfica Editora/CNPq, 181 p., Salvador, Bahia, Brasil.
- Gaucher, C., Sial, A.N., Halverson, G.P. and Frimmel, H., 2010. Neoproterozoic-Cambrian Tectonics, Global Change and Evolution: A focus on Southwestern Gondwana. Developments in Precambrian Geology 16, Elsevier, ISBN 978-0-444-52869-8, 498 p.
- Sial, A. N., Bettencourt, J. S., De Campos, C. P. & Ferreira, V. P. (eds), 2011. Granite-Related Ore Deposits. Geological Society, London, Special Publications, 350. DOI: 10.1144/SP350.1 0305-8719/11.
- Sial, A.N., Gaucher, C., Ramkumar, M., Ferreira, V.P., 2019. Chemostratigraphy Across Major Chronological boundaries. AGU/John Wiley & Sons, Inc., Geophysical Monograph Series 240, 291 pages; ISBN 9781119382485.